# Paraphosphorus bipunctatus
Paraphosphorus bipunctatus là một loài bọ cánh cứng trong họ Cerambycidae.